# 다케다 겐요
다케다 겐요(일본어: 竹田 玄洋, 1949년 3월 7일~)는 일본의 비디오 게임 개발자이다. 닌텐도에서 비디오 게임 및 게임기 제작에 참여한 것으로 유명하다.
1972년에 닌텐도에 입사했으며 1981년 닌텐도 종합개발본부 결성 당시 본부장직에 올라 가정용 게임기 및 휴대용 게임기같은 하드웨어에 관련된 업무를 수행했다. 그 외 닌텐도 최초의 아케이드 비디오 게임 《EVR 레이스 (1975)》를 기획했으며 《펀치 아웃!!》과 《스타트로픽스》같은 비디오 게임 소프트웨어에도 참여했다. 2017년에 은퇴했다.

## 작품
| Name                         | Year | Platform      | Credited with          |
| ---------------------------- | ---- | ------------- | ---------------------- |
| EVR 레이스                   | 1975 | 아케이드      | 프로듀서               |
| 보안관                       | 1979 | 아케이드      | 프로듀서               |
| 스페이스 파이어버드          | 1980 | 아케이드      | 프로듀서               |
| 스카이 스키퍼                | 1981 | 아케이드      | 디자이너               |
| 뽀빠이                       | 1982 | 아케이드      | 프로듀서               |
| 펀치 아웃!!                  | 1984 | 아케이드      | 프로듀서               |
| 슈퍼 펀치 아웃!!             | 1984 | 아케이드      | 프로듀서               |
| 팔씨름                       | 1985 | 아케이드      | 프로듀서               |
| 펀치 아웃!!                  | 1987 | 패밀리 컴퓨터 | 기획자                 |
| 스타트로픽스                 | 1990 | 패밀리 컴퓨터 | 기획자, 프로듀서, 작가 |
| 조다의 복수: 스타트로픽스 II | 1994 | 패밀리 컴퓨터 | 기획자, 프로듀서       |
| 슈퍼 펀치 아웃!!             | 1994 | 슈퍼 패미컴   | 프로듀서               |
| 동키콩 컨트리                | 1994 | 슈퍼 패미컴   | 특별감사               |
| 파일럿윙즈 64                | 1996 | 닌텐도 64     | 프로듀서               |
| 킬러 인스팅트 골드           | 1996 | 닌텐도 64     | 특별감사               |
| 포켓몬 퍼즐 리그             | 2000 | 닌텐도 64     | 프로듀서               |
| 닥터 마리오 64               | 2001 | 닌텐도 64     | 프로듀서               |
| 펀치 아웃!!                  | 2009 | Wii           | 검수                   |